# 이신주
이신주(1990년 1월 18일 ~ )는 대한민국의 가수다.

## 방송
- 싱포골드 (2022) - Top10
- 미스트롯3 (2023) - Top45

## 음반
- Like a dream (2021)
- COLOR (2022)
- CHANELL (2022)
- 그대, 여름밤의 별들과 같아 (2023)

### HWAITING
- Fighting (2019)